# Dietrich Tanke
Dietrich Tanke († frühestens 1443) war Elekt von Kurland und Priester des Deutschen Ordens.
Als Dompropst von Kurland wurde er 1424 durch das Domkapitel zum Bischof von Kurland gewählt.
Johann Tiergart versprach nun Dietrich Tanke finanziell und auch bei allen weiteren Bistumsbesetzungen beim Hochmeister zu unterstützen. Dennoch wurde er, als wenig später die Neubesetzung des Bistums Samland anstand, nicht berücksichtigt. Als zudem ruchbar wurde, dass Tanke gegen Tiergart intrigierte und enge Kontakte zum Rigaer Erzbischof Henning Scharpenberg, einem Gegner des Deutschen Ordens, pflegte, verweigerte der Hochmeister ihm jegliche weitere Unterstützung. Nachdem er 1437 noch am Provinzialkonzil teilgenommen hatte und auch 1443 noch als Dompropst belegt ist, verliert sich jede Spur.